# مثل یک ببر زندگی کن
مثل یک ببر زندگی کن (به انگلیسی: Stories For Parents, Children And Grandchildren) اثر پائولو کوئلیو، نویسندهٔ مشهور برزیلی است.
این کتاب حاوی نکته‌ها و حکایت‌های اخلاقی برای کودکان و بزرگسالان است که توسط پائولو کوئلیو به زبان پرتغالی نوشته شده و ترجمهٔ پرتغالی به انگلیسی آن توسط مارگارت یول گاستا در سال ۲۰۰۸ انجام شده‌است و موسی نامی در سال ۱۳۸۹ ترجمهٔ انگلیسی به فارسی آن را به عهده گرفته و توسط نشر پژوهه چاپ گردید.